# 雨花台
雨花台（うかだい）は、中華人民共和国江蘇省南京市の中華門の南、雨花台区に位置している標高60メートルの丘。革命烈士の陵園がある。園内には革命烈士紀念館、烈士群彫、雨花台革命烈士紀念碑が設けられ、全国重点文物保護単位や全国青少年教育基地に指定され社会主義教育の重要施設に指定されている。
そのほか雨花台には南宋の詩人陸游が「江南第二泉」と評した泉があり、他にも雨花石博物館、雨花閣、乾隆御碑、木末亭、甘露井、二忠祠、方孝孺墓、李杰墓石刻、辛亥革命雨花台之役陣亡将士人馬冢、梅廊等、古代から現代までの中国史に関するさまざまな史跡・博物館が立地している。
また南京特産の雨花茶と雨花石はこの地名に由来している。

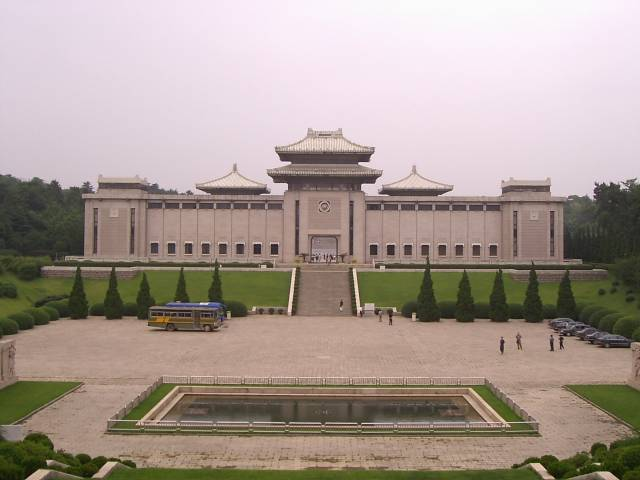
革命烈士紀念館
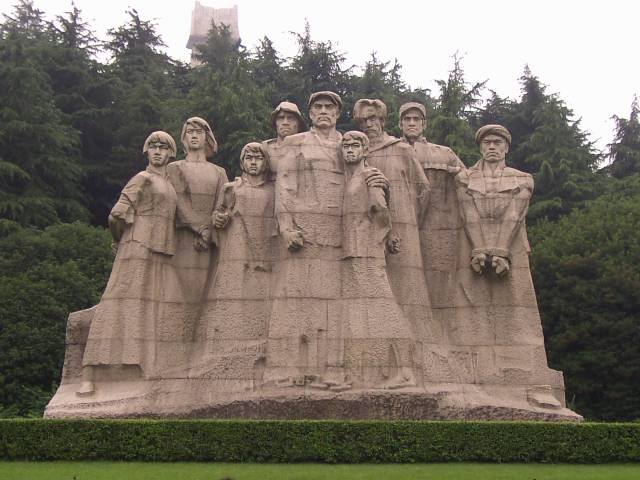
烈士群彫
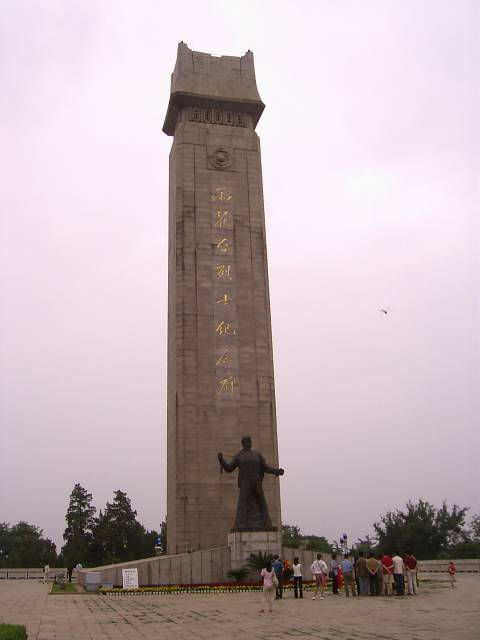
雨花台烈士紀念碑
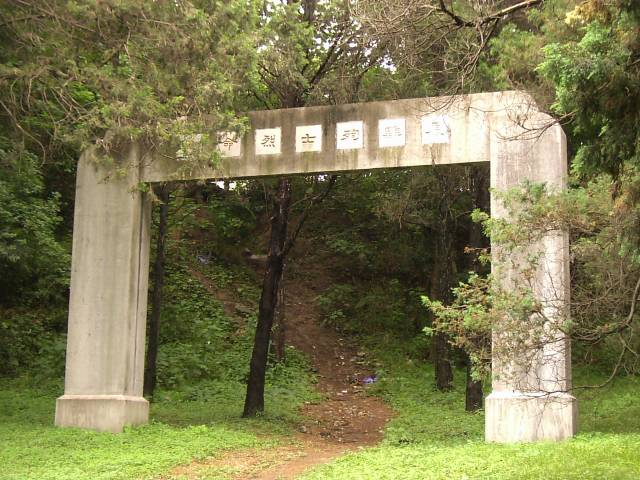
西処刑場跡
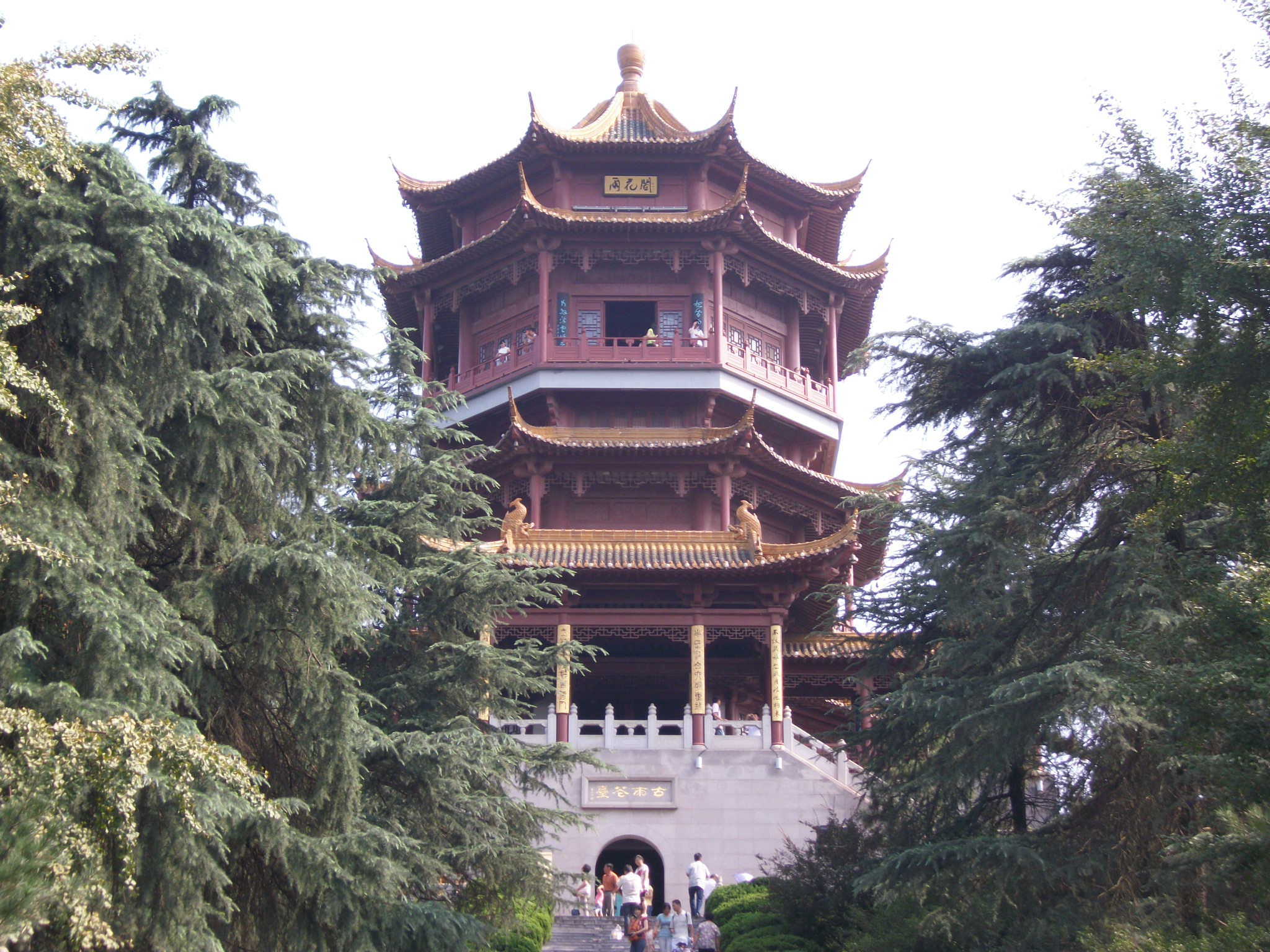
雨花閣
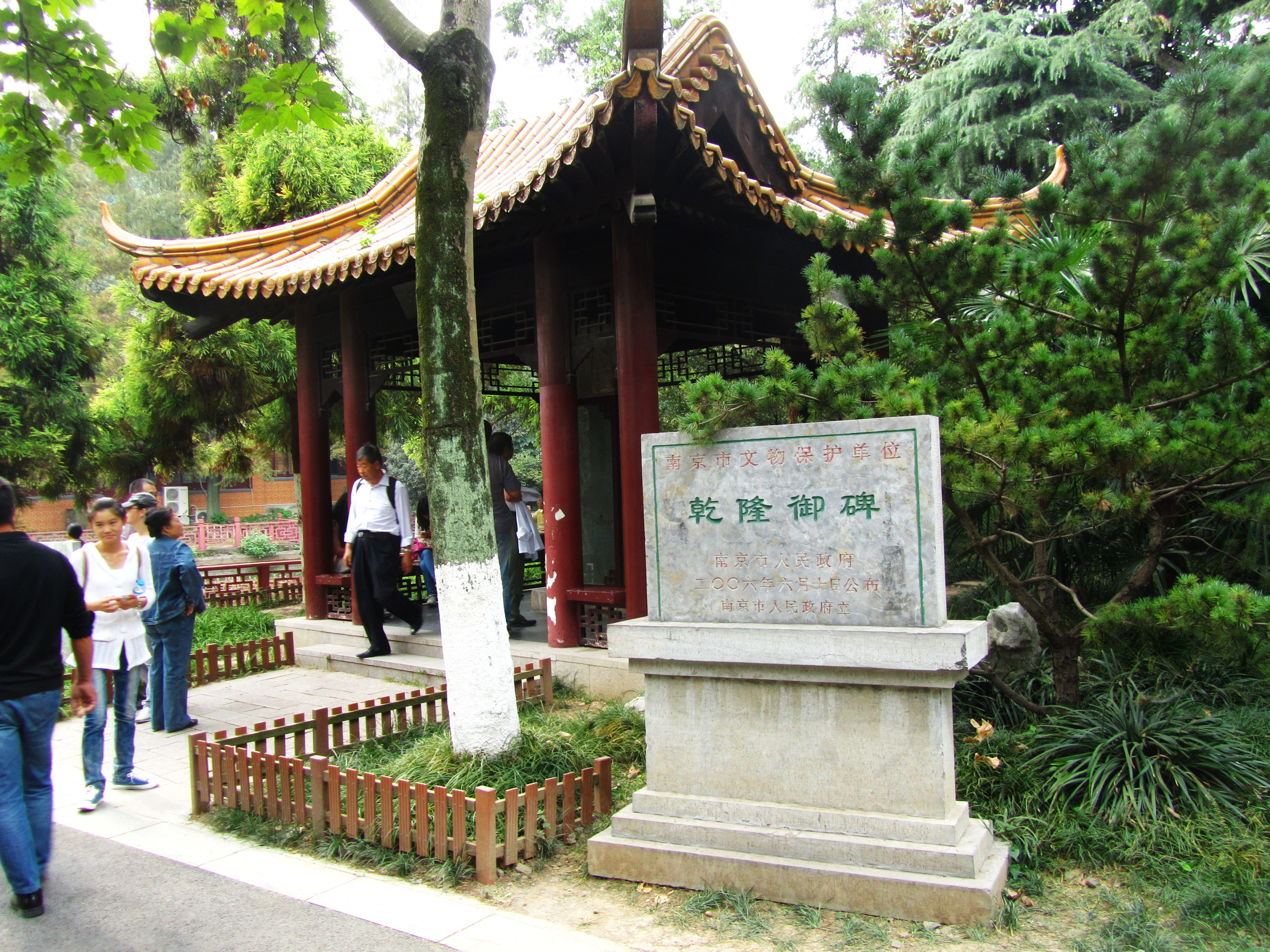
乾隆御碑
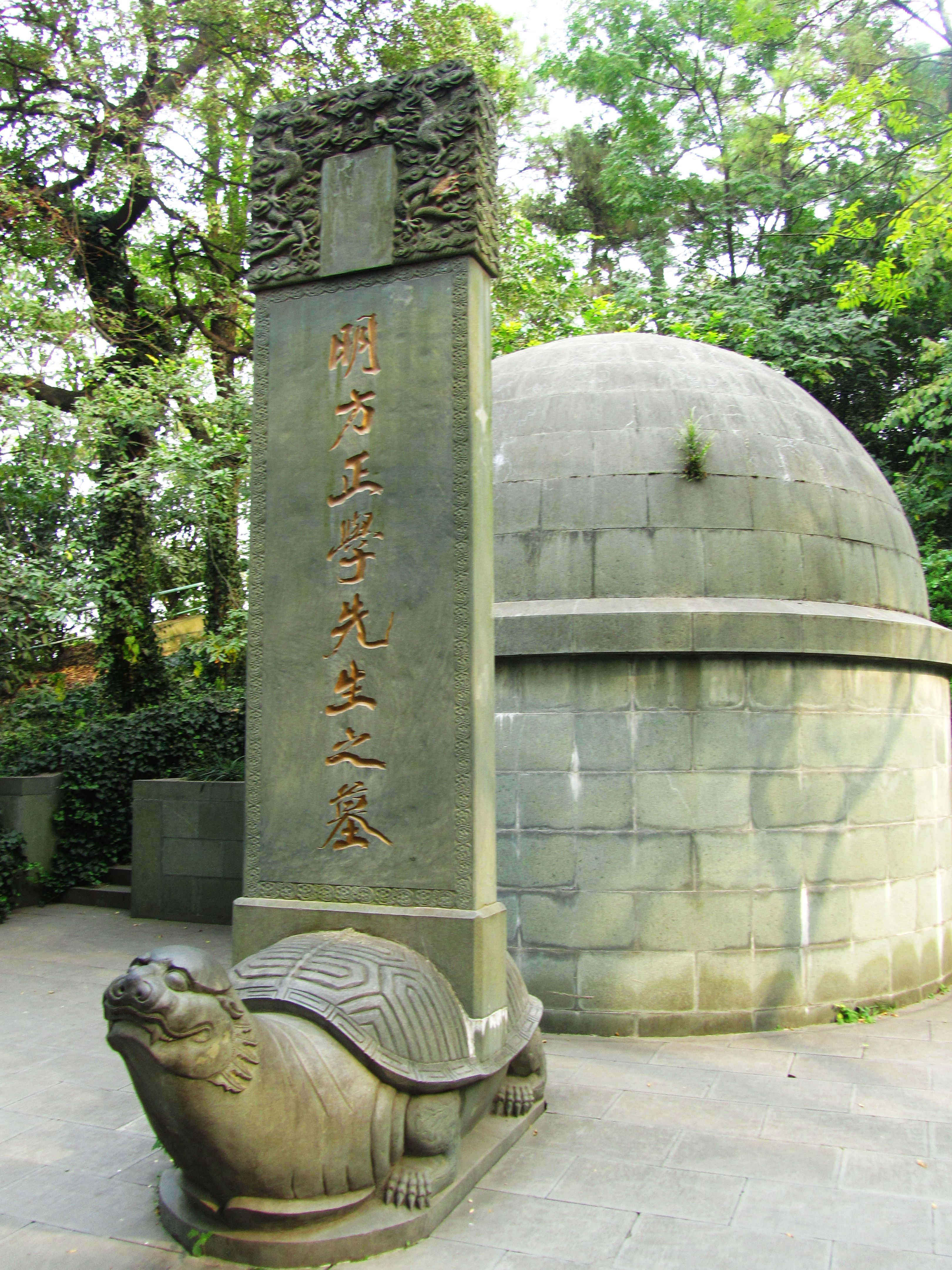
方孝孺墓
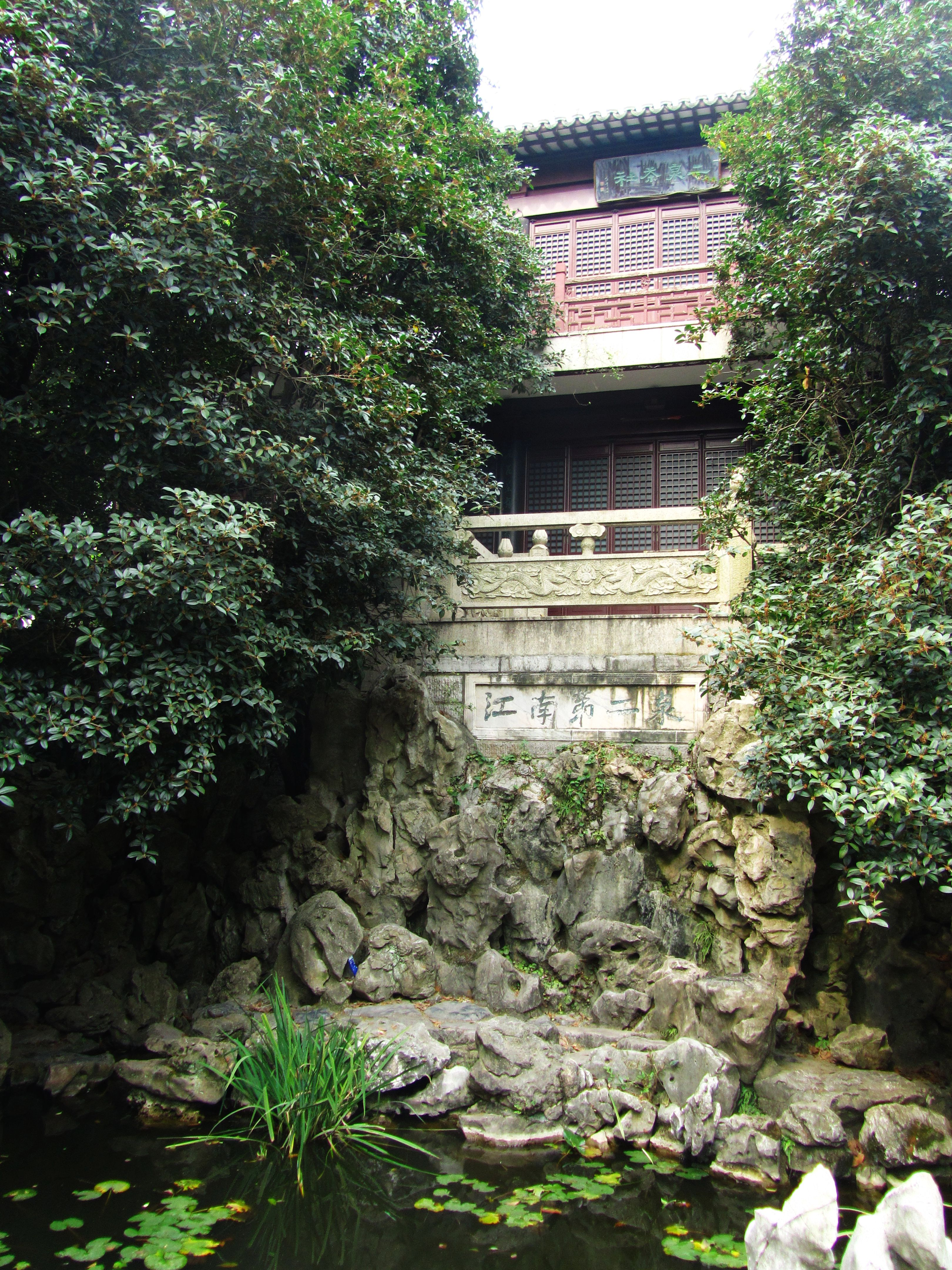
江南第二泉